# Cesare Rubini
Cesare Rubini, född 2 november 1923 i Trieste, död 8 februari 2011 i Milano, var en italiensk basket- och vattenpolospelare. Han representerade Italien i OS två gånger som vattenpolospelare, nämligen vid olympiska sommarspelen 1948 i London och fyra år senare i Helsingfors. I OS-turneringen 1948 tog Italien guld och 1952 blev det brons. Rubini deltog även i Europamästerskapet i vattenpolo 1947 som Italien vann, i Europamästerskapet i vattenpolo 1954 där Italien tog brons samt i Europamästerskapet i basket 1946 där Italien tog silver.
Rubini valdes in i The International Swimming Hall of Fame 2000.